# Adonisea felicitata
Adonisea felicitata là một loài bướm đêm trong họ Noctuidae.